# Louise Brown
Louise Joy Brown (Oldham, 25 de julho de 1978) é uma mulher britânica. Ela é o primeiro ser humano concebido in vitro, então foi o primeiro bebê de proveta.

## Vida
Louise Joy Brown nasceu de cesariana às 23h47, horário local. Ela tinha um peso de nascimento de 2 608 kg um comprimento de corpo de 49 cm. Anteriormente, na mãe Lesley Brown († 6 de junho de 2012) pelo ginecologista britânico Patrick Steptoe, pelo fisiologista Robert Edwards e pela enfermeira e embriologista Jean Marie Purdy, foi realizada uma inseminação artificial.
O jornal de massa londrino Daily Mail havia garantido os direitos exclusivos da mãe de Louise, Lesley, e relatou em detalhes o nascimento.
Louise Brown evita o público. Ela “não se sente como algo especial”, é “completamente normal”, não gosta de dar entrevistas e não tem nada de excitante para contar. No entanto, ela passou seu 25º aniversário em Bristol em 2003, junto com outras 1 000 pessoas que foram concebidas por meio de inseminação artificial.
Em 4 de setembro de 2004, ela se casou com Wesley Mullinder na Igreja de Santa Maria em Bristol.
Um evento em seu 40º aniversário em Barcelona em 2018 teve a participação de cerca de 12 000 profissionais médicos. Ela também fez discursos em Nova York e Tóquio.
Ela trabalha como funcionária de escritório em uma empresa de frete e mora com a família em Bristol. Seus dois filhos (em julho de 2018) foram concebidos e nasceram naturalmente.

## Questões éticas e religiosas
Embora os Browns soubessem que o procedimento era experimental, os médicos não lhes disseram que nenhum caso ainda resultara em um bebê. Isso levantou questões de consentimento informado (Informed consent - processo para obter permissão antes de conduzir uma intervenção de saúde em uma pessoa, para conduzir alguma forma de pesquisa sobre uma pessoa ou para divulgar informações de uma pessoa).
Em 1978, quando questionado sobre sua reação ao nascimento de Brown, o patriarca de Veneza, Cardeal Albino Luciani (posteriormente Papa João Paulo I), expressou preocupação com a possibilidade de que a inseminação artificial pudesse levar as mulheres a serem usadas como "fábricas de bebês", mas também recusou-se a condenar os pais da criança, observando que eles simplesmente queriam ter um filho.

## Publicações
- Brown, Louise; Powell, Martin (2015). Louise Brown: My Life As the World's First Test-Tube Baby (em inglês). Wraxall: Bristol Books CIC. ISBN 978-1-909446-08-3. OCLC 1023273709. Bristol Archives Bk/2552